# Université Dames de l'Instruction Chrétienne
 (octobre 2023).
L' Université Dames de l'Instruction Chrétienne (en portugais : « Faculdade Damas da Instrução Cristã », ou FADIC) est une université catholique, un établissement d'enseignement supérieur classée « faculdade » dans le système brésilien, appartenant au réseau éducatif Rede Damas Educacional, fondée en 2006 dans le quartier de Graças du Recife, au Brésil.

## Histoire
Son histoire précède la fondation des Dames de l'Instruction Chrétienne (DIC) le 25 mars 1823, en Belgique, qui arriva au Brésil le 15 octobre 1896 avec la fondation du Collège des Dames de l'Instruction Chrétienne (en portugais « Colégio Damas da Instrução Cristã ») à Olinda, déménageant plus tard à son emplacement actuel à Graças, Recife. L' université est alors installée sur un campus fractionné du terrain du collège.

## Enseignements dispensés
L'institution propose actuellement cinq cours de premier cycle : architecture et urbanisme, école de commerce, droit, génie logiciel et relations internationales, en plus du master en droit et des cours de troisième cycle.